# تپه پوکردوال
تپه پوکردوال در منتهی‌الیه حاشیه شرقی گرگان و در حاشیه رودخانه پوکردوال قرار دارد. این تپه دارای ابعاد ۵۵×۹۵ متر و از سطح زمین‌های اطراف ۵/۲ متر بالاتر است. در گمانه زنی باستان‌شناسی در سال‌های ۸۷–۱۳۸۶ توسط کارشناسان باستان‌شناسی اداره کل میراث فرهنگی استان گلستان چهار دوره فرهنگی از دوره نوسنگی با سفال تا دوره ایلخانی بدست آمده است.این تپه متعلق به محله اوزینه گرگان که در روزگاران قدیم اصیلترین خانوادههای استرابادی در ان زندگی میکردند این اثر در تاریخ ۵ آذر ۱۳۸۰ به شمارهٔ ثبت ۴۳۷۱ به‌عنوان یکی از آثار ملی ایران به ثبت رسیده است.